# Scopanta rufula
Scopanta rufula là một loài bọ cánh cứng trong họ Cerambycidae.